# حرب دوغرا والتبت

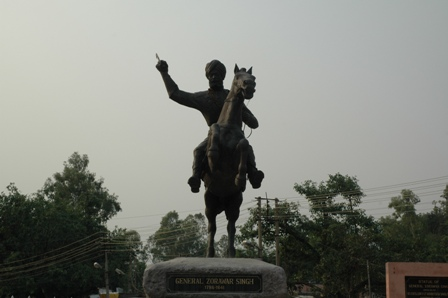

جرت حرب الدوغرا التبتية أو الحرب الصينية السيخية من مايو 1841 حتى أغسطس 1842 بين قوات النبيل غولاب سينغ الجامي من دوغرا تحت سيادة الإمبراطورية السيخية والتيبيت تحت سيادة سلالة كينغ الصينية. كان قائد غولاب سينغ هو الجنرال القدير زوراوار سينغ كاهلوريا، الذي حاول، بعد غزو لاداخ، توسيع حدوده من أجل السيطرة على الطرق التجارية إلى لاداخ. عانت حملة زوراوار سينغ، التي عانت من آثار الطقس السيئ، من هزيمة في مينسار (أو ميسار) وقتل سينغ. ثم تقدم التبتيون في لاداخ. أرسل غولاب سينغ تعزيزات تحت قيادة ابن أخيه جواهر سينغ. أدت معركة لاحقة بالقرب من ليه عام 1842 إلى هزيمة التبت. وُقع على معاهدة شوشول عام 1842 للحفاظ على الوضع السابق للحرب.

## خلفية

### تجارة لاداخ
في القرن التاسع عشر، كانت لاداخ مركزًا لطرق التجارة التي تفرعت إلى تركستان والتبت. كانت تجارتها مع التبت محكومة بمعاهدة تينغموسغانغ عام 1684، والتي كان للاداخ بموجبها الحق الحصري في الحصول على صوف الباشمينا المنتج في التبت، مقابل شاي من الطوب. تلقت صناعة شال الكشمير المشهورة عالمياً إمداداتها من صوف الباشم من لاداخ.

### البيئة السياسية
في أوائل القرن التاسع عشر، كان وادي كشمير ومنطقة جامو المجاورة جزءًا من إمبراطورية السيخ. لكن دوغراس الجامي كانت مستقلة تقريبًا تحت حكم راجا غولاب سينغ، الذي كان في وضع يسمح له بالسيطرة على كشمير وجميع المناطق المحيطة بها بعد وفاة عاهل السيخ رانجيت سينغ. في عام 1834، أرسل غولاب سينغ جنراله الأوفر زوراوار سينغ للسيطرة على جميع الأراضي بين جامو وحدود التبت. بحلول عام 1840، كانت لاداخ وبالتستان تحت سيطرة دوغرا، خاضعة لسيطرة إمبراطورية السيخ.
كانت شركة الهند الشرقية البريطانية القوة المسيطرة في شبه القارة الهندية. تسامحت مع إمبراطورية السيخ بوصفها حليفًا مهمًا ضد الأفغان، ولكن كان لها أيضًا اعتبارات خاصة بها لتجارة الباشمينا مع التبت. كسر غزو زوروار سينغ للاداخ احتكار الكشمير اللاداخي للتجارة التبتية، وبدأ صوف الباشمينا التبتي يجد طريقه إلى الأراضي البريطانية. لاستعادة الاحتكار، وجه غولاب سينغ وزوراوار سينغ أعينهما نحو التبت.
منذ أوائل القرن الثامن عشر، عززت سلالة تشينغ بقيادة مانشو سيطرتها على التبت بعد هزيمتها في دزونجار خانات. منذ ذلك الحين وحتى أواخر القرن التاسع عشر، ظل حكم تشينغ في المنطقة دون منازع.

## غزو التبت
قاد زوراوار سينغ قوةً قوامها أربعة آلاف رجل تتكون من اللاداخيين والبالتيين والكشتواريين وكانت نواة القوة من دوغرا. كان عدد التبتين يُقدر بستة آلاف رجل. كانوا مسلحين بالبنادق والمدافع بينما كان التبتيون مسلحين في الغالب بالأقواس والسيوف والرماح.
قسم زوراوار سينغ قواته إلى ثلاثة أقسام، أرسل قسم عبر وادي روبشو عبر الهانلي، وقسم آخر على طول وادي السند نحو تاشيغانغ والآخر على طول بحيرة بانغونغ نحو رودوك. نهبت أول وحدتان الأديرة البوذية في هانلي وتاشيغانغ. استولت الفرقة الثالثة، بقيادة زووار سينغ، على رودوك ثم انتقلت جنوبًا، وانضمت إلى الأقسام الأخرى لمهاجمة غارتوك.
وبحلول ذلك الوقت، أرسل مسؤولو الحدود التبتية تنبيهًا إلى لاسا. أرسلت حكومة التبت قوة تحت قيادة الوزير بيلهون. وفي الوقت نفسه، استولى زوراوار سينغ على جارتوك وكذلك تاكلاكوت (بورانغ) بالقرب من الحدود النيبالية. كان الجنرال التبتي غير قادر على الاحتفاظ بتاكلوت وتراجع إلى مايوم لا، في حدود التبت الغربية.